# Nikola Marinović
Nikola Marinović, né le 29 août 1976 à Belgrade en Yougoslavie, est un handballeur Yougoslave puis Autrichien. Il a été international pour les équipes nationales de RF Yougoslavie puis d'Autriche.